# Steve LaTourette
Steven C. "Steve" LaTourette, född 22 juli 1954 i Cleveland, Ohio, död 3 augusti 2016 i McLean, Virginia, var en amerikansk republikansk politiker. Han var ledamot av USA:s representanthus från 1995 till 2013.
LaTourette avlade 1976 grundexamen vid University of Michigan och 1979 juristexamen vid Cleveland State University. Han var åklagare för Lake County, Ohio 1989–1995.
LaTourette utmanade sittande kongressledamoten Eric Fingerhut i kongressvalet 1994 och vann.
LaTourette var metodist.